# آبشار راجراپا
آبشار راجراپا (به انگلیسی: Rajrappa Falls) آبشاری است که در جارکند، هند واقع شده و ارتفاع کلی ریزشگاه آن ۹٫۱ متر (۳۰ فوت) است.